# Rhynchostegium subperspicuum
Rhynchostegium subperspicuum är en bladmossart som beskrevs av Brotherus 1909. Rhynchostegium subperspicuum ingår i släktet näbbmossor, och familjen Brachytheciaceae. Inga underarter finns listade i Catalogue of Life.